# Luca Castellini
Pour les articles homonymes, voir Castellini.
Luca Castellini de l'ordre des Frères Prêcheurs, professeur dans le collège de la Minerve, vicaire général de son Ordre, prélat catholique et théologien, né à Faenza, mort en janvier 1631.

## Biographie
Luca Castellini est ordonné prêtre de l'ordre des Prêcheurs. Il a été professeur au collège dominicain Saint-Thomas d'Aquin appelé couramment collège de la Minerve, à Rome. Il était reconnu comme un habile canoniste et un savant théologien.
Le 19 novembre 1629, il est nommé évêque de Catanzaro par le pape Urbain VIII. Il est consacré évêque le 25 novembre 1629, par Antonio Marcello Barberini, Cardinal-Prêtre of Sant'Onofrio. Il reste évêque de Catanzaro jusqu'à sa mort en janvier 1631.

## Publications
- De electione, & confirmatione canonica praelatorum quorumcumque, praesertim regularium. Tractatus in quo difficultates enatae, quaeve oriri possunt circa electionem, postulationem, confirmationem, prouisionem, institutionem eorundem; sacrorum canonum, summorum Pontificum, conciliorum thesauris, declarati, Rome, 1625 (lire en ligne) ;
- Inquisitione miraculorum in Sanctorum Martyrum Canonizatione, Rome, 1629 (lire en ligne)
- De Tractatus de certitudine gloriae sanctorum canonizatorum. Sacrarum Scripturarum, Pontificum, Conciliorum, Sanctorum Patrum, celeberrimorumq[ue] Doctorum, monumentis locupletatum. In quo ad gloriam, beatificationem, canonizationem, venerationem, atq[ue] miracula Sanctorum spectantia, clara methodo explicantur, Rome, 1628 (lire en ligne) ;
- Compendiosus tractatus de dilatione in longa annorum, tempora, magni arduique negotij canonizationis, sanctorum, Naples, 1630 (lire en ligne) ;
- Elucidarium theologicum de certitudine gloriae sanctorum canonizatorum. Sacrarum scripturarum, pontificum, conciliorum, sanctorum patrum, celeberrimorumq[ue] doctorum, monumentis locupletatum. In quo ad gloriam, beatificationem, canonizationem, venerationem, atq[ue] miracula sanctorum spectantia, clara methodo explicantur, Rome, 1708 (lire en ligne).